# Holger Gehring
Holger Gehring (* 1969 in Bielefeld) ist ein deutscher Organist. Er ist Kreuzorganist der Kreuzkirche Dresden.

## Leben
Gehring erhielt seine erste musikalische Ausbildung in Bielefeld und studierte Kirchenmusik an den Musikhochschulen in Lübeck (Orgel bei Martin Haselböck, Cembalo bei Hans-Jürgen Schnoor) und Stuttgart (Orgel und Cembalo bei Jon Laukvik). Anschließend studierte er künstlerisches Orgelspiel bei Daniel Roth an der Musikhochschule Frankfurt und danach Solistenklasse Orgel bei Ludger Lohmann an der Musikhochschule Stuttgart. Zeitgleich studierte er an der Schola Cantorum in Basel bei Jesper Bøje Christensen Cembalo, Generalbass und Ensemble für Alte Musik. Meisterkurse führten ihn zu Marie-Claire Alain, Luigi Ferdinando Tagliavini, Andrea Marcon und Michael Radulescu.
Nach seiner kirchenmusikalischen Tätigkeit an der Friedenskirche Ludwigsburg und als Assistent des württembergischen Landeskirchenmusikdirektors war er als Kantor der Stadtkirche Bad Hersfeld tätig, zudem Dozent an der Kirchenmusikalischen Fortbildungsstätte Schlüchtern sowie Orgelsachverständiger der Evangelischen Kirche von Kurhessen-Waldeck. Zum November 2004 wurde er zum Kreuzorganisten an der Kreuzkirche Dresden berufen und zum Dezember 2005 zum Orgelsachverständigen der Evangelisch-Lutherischen Landeskirche Sachsens ernannt.
Anfang 2009 wurde er zum Nachfolger von Ernst-Erich Stender als Organist an die Lübecker Marienkirche berufen. Er sollte hier seinen Dienst zum 1. Mai 2009 antreten. Nach intensiven Verhandlungen mit dem Kirchenvorstand der Kreuzkirche nahm Gehring jedoch die bereits erfolgte Kündigung zurück, unterschrieb den ausgehandelten Lübecker Arbeitsvertrag nicht und entschied sich, in Dresden zu bleiben.
Als Kreuzorganist konzertiert Holger Gehring regelmäßig in Gottesdiensten, Vespern und Konzerten gemeinsam mit dem Dresdner Kreuzchor. Er ist Preisträger mehrerer nationaler und internationaler Wettbewerbe für Orgelliteraturspiel und Improvisation. Zahlreiche Publikationen über Orgelspiel und Orgelbau, CD-, Rundfunk- und Fernsehaufnahmen ergänzen seine Tätigkeit. Eine rege Konzerttätigkeit führt ihn durch das In- und Ausland.

## Werke
- Deutsche Orgelmusik der Romantik. Österreichisches Orgelforum, 1994.